# Giampiero Giunti
Giampiero Giunti (Fier, 30 novembre 1940 – Roma, 21 gennaio 2012) è stato un regista, attore, montatore cinematografico italiano.

## Biografia
Figlio d'arte, nasce a Fier in Albania, allora italiana, ed esordisce a soli nove anni in Mariana Pineda di Federico García Lorca, prima rappresentazione in Italia allestita a Pontedera. A dieci anni è protagonista in una riduzione teatrale del Pinocchio di Collodi al Teatro della Pergola e poi ancora come protagonista appare nell'edizione televisiva di Sussi e Biribissi, personaggi della letteratura per ragazzi. Continua l'attività di attore fino all'inizio degli anni Sessanta, recitando accanto a importanti interpreti come Fosco Giachetti, Sarah Ferrati, Tatiana Pavlova, Nando Gazzolo.
Nipote del noto montatore cinematografico Roberto Cinquini, inizia nel 1963 la sua carriera nel montaggio e continua in questa attività per oltre trentacinque anni, lavorando a fianco di registi quali Pietro Germi , Sergio Leone, Carlo Lizzani, Pier Paolo Pasolini, Dino Risi, Luigi Zampa. Il suo nome come montatore resta legato tra l'altro al film cult del genere spaghetti western Lo chiamavano Trinità del 1970.
Torna al teatro come regista alla metà degli anni Novanta, rielaborando una Medea con musiche del compositore boemo Jiri Antonìn Benda (1722 - 1795) eseguite da Andrea Coen al fortepiano. Il lavoro viene riproposto varie volte con interpreti di rilievo come Ottavia Piccolo, Giuliana Lojodice e Monica Guerritore. Sempre come regista e curatore dei testi, interpretati dalla Lojodice, ha messo in scena due spettacoli dal titolo Bestiario musicale e Poesia e musica delle donne nel Novecento, il primo andato in scena a Bologna in occasione del Festival di S. Stefano e il secondo a San Giorgio a Cremano a Villa Bruno.
Nel frattempo si è dedicato all'insegnamento della recitazione e della storia del teatro per giovani aspiranti attori, oltre che alla pittura (mostra personale dal titolo Finzioni allestita alla Libreria internazionale Paesi Nuovi di Roma nel 1996). È stato curatore di una collana di libri di teatro «Quinte» edita della Edimond .
Numerose le pièces scritte dirette e interpretate da Giunti rappresentate nei teatri romani (Tordinona, Le Salette, ecc.), e gli adattamenti, come quello di Piccoli crimini coniugali di Éric-Emmanuel Schmitt, interpretato sia con Barbara Bovoli che con Emanuela Panatta.
Con il Trio Chitarristico di Roma e con la voce Iolanda Piazza nel 2002 metteva in scena, al Festival di Corato (Bari), uno spettacolo dal titolo Parade '900.
Nel 2003 ha diretto lo spettacolo La vita è meravigliosa (una versione teatrale del film del 1946, diretto da Frank Capra) rappresentato a Rocca Priora e poi ripreso a Roma al Teatro Tordinona.
Nel 2004 al Teatro 33 di Roma ha messo in scena, nelle vesti di regista ed attore, tre atti unici L'Orso e La notte prima del processo, di Checov e L'uomo dal fiore in bocca di Pirandello.
Nel 2005 al teatro Stage di Roma ha messo in scena e interpretato le commedie di Giulio Rivetti I Ciarlatani e Tre sorelle e un… imbranato di Aldo Locastro. Nella stagione estiva dello stesso anno per il Classico Pompeiano, in qualità di regista, ha allestito uno spettacolo al teatro romano di Pompei, Alle radici del tango, con Monica Guerritore e l'orchestra Sinfonietta del San Carlo di Napoli.
Nel 2006 al Teatro Degli Archi di Roma ha diretto e interpretato Un giardino di aranci fatto in casa, di Neil Simon. Nel 2007, al Teatro Le Salette ha messo in scena L'anatra all'arancia di Home e Sauvajon.
Tra il 2009 e il 2010 ha diretto e interpretato, con il patrocinio del Comune di Roma, tre spettacoli: 800 e 900 tra musica e teatro, La poesia del tango e Strabilandia, Futurismo, Sragionando con musica. Ancora tra il 2010 e il 2011, al teatro Le Salette di Roma, metteva in scena come regista, autore ed interprete, due spettacoli dal titolo …e va bene anche così e America in bianco e nero.